# 판관비희

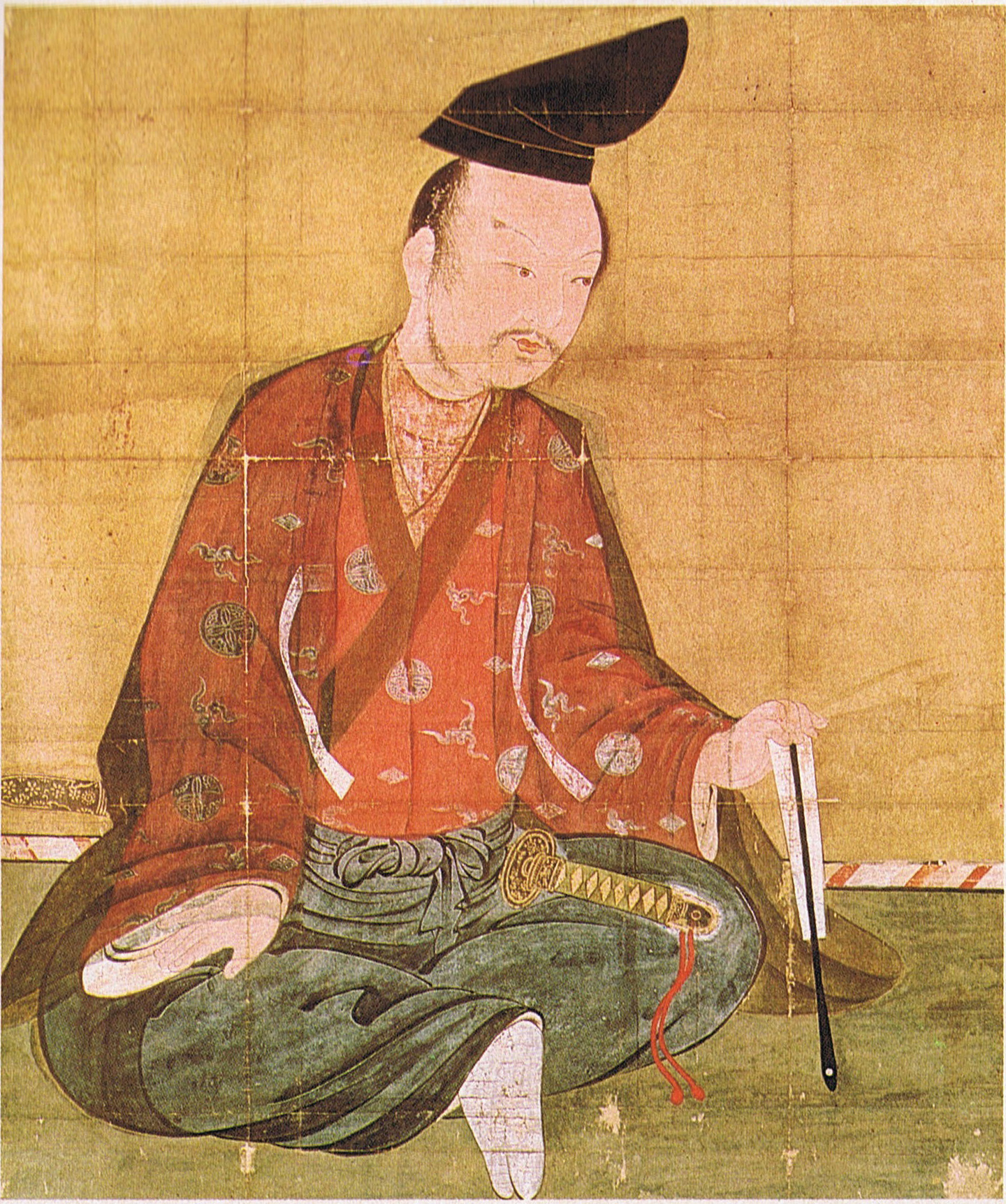
주손지 소장 요시쓰네상

판관비희(일본어: 判官贔屓 호우간비이키[*])는 일차적으로 사람들이 미나모토노 요시쓰네에 대해 품는, 객관적 시각이 결여된 동정과 애석한 마음을 뜻한다. 이로부터 파생되어 "약자의 입장에 놓인 이에 대해 굳이 냉정하게 시비를 가리려 하지 않고 동정심을 보이게 되는" 심리 현상을 가리킨다.
일본어 한자에서 "판관"(判官)은 일반적으로 "한간"(はんがん)으로 읽지만, 《요시쓰네》의 전설이나 가부키 등에서는 전통적으로 "호간"(ほうがん)이라고 읽는다.

## 제1의의

### 개설
미나모토노 요시쓰네는 지쇼·주에이의 난 후반의 헤이케 토벌에서 활약했으나, 삼종신기 중 아마노무라쿠모노쓰루기를 되찾지 못한 일이나, 형인 미나모토노 요리토모의 허락 없이 고시라카와 법황으로부터 좌위문소위, 검비위사에 임명되어 요리토모의 가신인 고케닌을 부리고 처벌하는 등의 독단적 행위를 한 일 등으로 요리토모의 노여움을 사게 되었다. 게다가 요시쓰네는 "요리토모의 동생"이라는 위치를 이용해 제멋대로 행동을 반복했고, 상관으로서 헤이케 토벌을 지휘한 미나모토노 노리요리와, 요리토모가 요시쓰네에게 봉행으로 파견한 가지와라 가게토키가 헤이케 토벌 이후 요시쓰네의 오만한 행동에 대해 고발한 결과, 요리토모의 요시쓰네에 대한 인상은 더욱 나빠졌다. 요리토모의 분노를 안 요시쓰네는 기청문을 올려 변명했으나, "지금까지 제멋대로 행동하다가 이제 와서 당황해 변명해도 이미 받아들일 수 없다", "이쪽이 불쾌하게 여기고 있다는 걸 듣고 나서야 이런 해명을 하는 것은 도저히 용서할 수 없다"며, 오히려 분노를 증폭시켜 버렸다.
요리토모는 단노우라 전투에서 포로로 잡은 다이라노 무네모리 등을 데리고 교토에서 가마쿠라로 향한 요시쓰네의 가마쿠라 입성을 거부했고, 더욱이 요시쓰네가 교토로 돌아갈 때 "관동에 원한을 품은 무리는 요시쓰네에 속하도록 하라"고 발언했다는 이유로, 요시쓰네에게 주었던 헤이케의 옛 영지를 몰수했다. 하지만 그래도 요리토모는 완전히 요시쓰네를 버리려 하지는 않았고, 미나모토노 유키이에 토벌의 임무를 주어 오명을 벗을 기회를 주려 했으나, 정작 요시쓰네는 꾀병을 부려 따르려 하지 않은 결과, 분개한 요리토모는 마침내 요시쓰네를 토벌 대상으로 삼았다.
요리토모가 자객을 보냈다는 것을 안 요시쓰네는 요리토모 토벌의 선지를 얻어 이에 대항하려 했으나 따르는 무사가 적었고, 요시쓰네는 후지와라노 히데히라를 의지해 오슈로 도망갔다. 그러나 히데히라가 죽은 뒤, 요리토모의 압력에 굴복한 히데히라의 아들 야스히라에 의해 자결로 내몰리는 최후를 맞았다. 이러한 요시쓰네의 최후는 사람들 사이에 "저렇게 훌륭한 분이 이렇게 되다니, 인생이란 얼마나 부조리한 것인가"라는 공감을 불러일으켰고, 동정과 애석함을 자아냈다.

판관이란 미나모토노 요시쓰네가 좌위문부의 삼등관(조, 판관)인 좌위문소위였다는 것에서, 또는 검비위사의 소위였다는 것에서 유래하는 호칭이다. 판관비희라는 말은 무로마치 시대 말기에서 에도 시대 초기에 걸쳐 성립했다, 혹은 무로마치 시대 중기에는 이미 성립되어 있었다고 여겨지며, 처음 등장하는 자료의 하나로서 에도 시대의 하이쿠 시인 마쓰에 시게요리가 편집한 하이쿠집 《게후키구사》(毛吹草, 1638년 성립)에 수록되어 있는
세상이여 꽃에 판관비희 봄바람이(世や花に判官びいき春の風)
라는 하이쿠를 들 수 있다.

### 판관비희와 미나모토노 요리토모, 가지와라 가게토키
역사학자 우와요코테 마사타카는 "요시쓰네가 학대받았다는 사실이야말로 판관비희 성립의 근원이며, 구체적으로는 요시쓰네의 횡포를 고발한 가지와라 가게토키와, 요시쓰네 토벌 명령을 내린 미나모토노 요리토모라는 악역이 '필수불가결한 전제'가 되는 것이다"라고 말했다.
우와요코테는 "《아즈마카가미》가 가마쿠라 막부에 의해 편찬된 역사서임에도 불구하고, 요리토모와 가지와라의 엄격함과 냉혹함, 악랄함을 가장 강렬하게 묘사하고, 한편으로는 요시쓰네에 대해 동정적인 서술까지 두고 있다"고 지적한 뒤, "《아즈마카가미》가 호조씨의 입장을 정당화하는 역사서인 이상, 호조씨에 의해 파멸로 내몰린 가지와라가 악랄한 인물로 묘사되는 것은 당연한 일이지만, 그에 대응하는 형태로 판관비희가 성립하고, 요시쓰네를 인기인이자 선역으로 만듦과 동시에 호조씨 진영으로 끌어들이는 결과가 된 것은 주목할 만한 일이며, 판관비희가 호조씨에 의해 직접적이든 간접적이든 조작되었다고 한다면, 그 역사적 의식 또한 다시 검토되어야 할 것이다"라고 말했다. 이에 대해 역사학자 오쿠토미 다카유키는 "좋지 않은 정치를 하는 겐지 장군을 대신하여 세상과 사람을 위해 정무를 집행하게 된 것이 호조씨라는 해석을 《아즈마카가미》는 취하고 있지만, 창설자이자 가마쿠라 무사들의 존경을 받고 있던 요리토모에 대해서는 아무래도 직접적으로 비판하는 것을 주저했기 때문에, 가지와라 가게토키를 참소자로 만들고, 그 가게토키를 중용하여 요시쓰네를 죽음으로 몰았다고 함으로써, 독자가 요리토모를 비판하게 되도록 하는 지극히 고도한 기법을 사용한 것이다"라고 지적했다. 또한 오쿠토미에 따르면 "《아즈마카가미》는 요리토모를 비판하기 위해 의도적으로 판관비희를 만들어낸 것이다"라고 지적했다.
한편, 가게토키의 "참언"은 요리토모에 의해 요시쓰네에게 봉행으로 파견되었던 이상 당연한 행동이었으며, 또한 요시쓰네가 요리토모의 명령을 지키지 않고 제멋대로 행동하는 것을 못마땅하게 여기고 경계한 무사는 가게토키에 한정되지 않았고, 요리토모는 체제의 윤리를 대표하여 요시쓰네의 비법성을 결정한 것이므로, "요리토모가 편협했기 때문에 뛰어난 재능을 가진 요시쓰네를 질투하여 멀리했다" 등으로 단정 짓는 것은 적절하지 않다는 견해도 있다.

### 문학 작품에서 판관비희

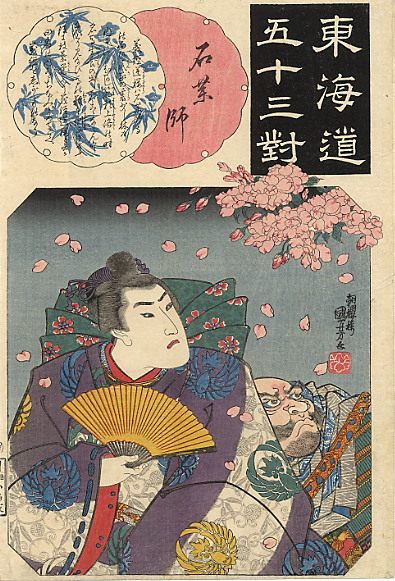
우타가와 구니요시가 그린 요시쓰네(왼쪽). 《요시쓰네키》는 요시쓰네를 편애받기에 걸맞은, "여성으로도 보일 만큼 미목수려한", 아름답고 약한 존재로 그려내 "편애를 조장하는 조미료"로 삼았다.

요시쓰네를 그린 문예 작품은 "범람"이라고 평가될 정도로 수많이 만들어졌다.
요시쓰네를 "혈육이 통하는 영웅"으로 만들었다고 평가되는 《헤이케모노가타리》와 《겐페이세이스이키》를 거쳐, "최초의 요시쓰네 일대기"라고 불리는 군담소설 《요시쓰네키》가 성립한 것은 무로마치 시대의 일이었다. 《요시쓰네키》는 "역사에 대한 바람으로부터 그 전기를 이야기하려는" 동기에서, "역사(사실)가 없는 곳에 새로운 역사(허구)를 성립시키고, 확실한 역사가 있는 곳에서는 역사를 피해 이야기로 전환해가는 형태로 전설을 형성하는" 수법으로 만들어진 작품으로, 요시쓰네에게 "완벽한 영웅으로서의 국민적 우상화"를 시행하고, "역사적 영웅"에서 "국민적 영웅"으로 전환시켜, 이로써 판관비희를 주제화했다. 《요시쓰네키》는 "판관물"이라 불리는 오토기조시, 노가쿠, 교겐, 부쿄쿠, 가부키, 조루리 등의 작품군의 근간이 되었지만, "판관물"에 있어서는 "《요시쓰네키》에서 대성된 새로운 통일이념상 같은 것이 제각기의 개별 영웅상으로 분해"되어 갔고, 그 과정에서 이상적 영웅, 찬앙의 대상인 요시쓰네상이 만들어져, 영웅숭배로서의 판관비희가 구체화되었다. 요시쓰네에 얽힌 "이야기가 구성한 설화"는 "실제 있었던 역사"와 구별되지 않고 사람들에게 받아들여져, 양자가 일체화된 것이 요시쓰네의 전기로 인식되어, "이야기화되고 전설화된 전기의 존재에 의해 비로소 요시쓰네의 전기가 진정한 요시쓰네다워지는 것이다"라는, 일견 "모순된 사정"을 낳고 말았다. 역사학자 다카하시 도미오는 판관비희란 요시쓰네에 대한 편애 일반을 가리키는 것이 아니라, 《요시쓰네키》를 성립시킨 것과 같은 정신태도에 상징되는 특수한 형태의 편애라고 했다.
판관비희의 기저에 있는 "겐페이의 쟁란에서 화려하게 활약한 후, 비극적인 죽음을 맞이하는" 요시쓰네상에 대해서는 일본인이 전통적으로 좋아하는 귀종유리담(貴種流離譚)과의 공통성이 지적되고 있다. 이에 대해 다카하시 도미오는 사람들이 요시쓰네의 이야기를 만드는 중에 사실에만 충실한 무장 이야기만으로는 만족할 수 없게 되어 "또 하나의 영웅 유형인 왕조 귀공자의 역할을 할당"한 것이라고 했다. 국문학자이자 민속학자인 이케다 야사부로도 요시쓰네의 생애가 귀종유리담에 해당한다기보다는 요시쓰네의 전기가 귀종유리담의 유형에 "걸어가 보조를 맞추고 있다"고 지적하고, "요시쓰네의 이야기가 요시쓰네에게 동정을 보내지 않을 수 없는 내용을 가지고, 그것이 널리 유포되어간 사실의 원인은 실은 요시쓰네의 실제 인생에서 유래하는 것이 아니라, 그것보다도 그 실제 역사 이전에 이미 준비되어 있었다. 따라서 '판관비희'라는 속담이 생기고 유포될 여지는 실은 판관 요시쓰네의 실제 인생이 시작되기 전부터 준비되어 있었던 것이다"라고 총괄했다.

### 판관비희와 요시쓰네 생존 전설
요시쓰네의 죽음에 대해서는 그 직후부터 이를 부정하는 소문이 사람들 사이에 퍼졌고, 거기서 요시쓰네가 에조치(홋카이도), 나아가 중국 대륙으로 도망가 칭기즈 칸이 되었다는 전설이 생겨났다. 이러한 전설은 오늘날에는 요시쓰네를 죽게 하고 싶지 않았던 후세 사람들의 판관비희가 만들어낸 것이며, "쇄국이 된 이후의 에도 사람들의 꿈이야기", "영웅의 말로가 비참한 것에 동정한 결과, 누군가가 언젠가 어디선가 만들어낸 상상에 지나지 않는다" 등으로 부정되고 있다.
요시쓰네가 홋카이도로 도망갔다는 전설의 계기가 된 것은 1670년에 성립된 하야시 가호의 《조쿠혼초우쓰간》이지만, 이 책의 성립 시기는 에조치에 대한 일본인의 관심이 높아진 시기와 일치한다. 또한 중국 대륙으로 도망간 요시쓰네가 칭기즈 칸이 되었다는 전설은 메이지 시대에 우치다 야하치가 번역 서술한 《요시쓰네사이코키》(義経再興記, 1885년 성립)를 계기로 성립된 것이지만, 이 책의 성립 시기는 일본이 중국 대륙으로의 진출을 도모하고 있던 시기와 일치한다.

## 의미의 확대
우와요코테 마사노리에 따르면, 일본인은 판관비희라는 말이 성립되기 전부터 전통적으로 비슷한 감정을 품어왔다. 이케다 야사부로는 그러한 감정을 "약자 괴롭힘의 반대, 즉 약자를 돕고 강자를 꺾는다는 언동에 대해서는 무비판적으로 갈채를 보내려는 심리"라고 정의하고, "약자의 위치에 놓인 자에 대해서는 정당한 이해나 냉정한 비판을 결여한, 상당히 경솔한 동정이라는 형태를 취한다"고 설명했다. 이케다에 따르면, "판관비희"라는 말은 에도 시대 초기에는 이미 미나모토노 요시쓰네에 대한 동정을 넘어서, "일반적으로 약한 입장에 놓인 자에 대해서는 굳이 냉정하게 시비곡직을 가리려 하지 않고 동정심을 보이게 되는" 심리 현상을 가리키게 되었다. 또한 오쿠토미 다카유키는 제1의의 판관비희에 대해서도 사람들은 편애의 감정을 점차 비대화시켜 역사적 사실에 근거한 객관적인 시각을 결여하게 되었고, 마침내는 단락적으로 요시쓰네를 정의, 요리토모를 냉혹·악으로 파악하게 되었다고 지적했다.
이케다에 따르면, 약자에 대해 시비를 묻지 않고 동정하려는 심리가 일반적으로 "판관비희"라는 말로 표현되게 된 것은 요시쓰네의 전기가 사람들 사이에 일반적인 지식으로서 널리 알려져 있었고, 또한 그 전기의 내용이 사람들의 요시쓰네에 대한 동정을 불러일으키는 것이었기 때문이다. 이때 요시쓰네의 전기가 사실에 근거할 필요는 반드시 없었고, 오히려 "민중의 마음을 그 방향으로 이끌어내도록 재편성되고, 더욱이 그 민중의 동정에 딱 들어맞도록 재편성된 것"이라는 점이 중요했다.

## 같이 보기
- 언더독 (용어)

## 주해
1. ↑  요시쓰네의 서기인 나카하라 노부야스는 단노우라 전투의 전과에 대해 "나이시도코로·신기는 있으나 보검은 분실했다"라고 기록했고, 이 기록은 요리토모에게 보고되었다.[4]
2. ↑  《아즈마카가미》는 요시쓰네의 목이 히라이즈미에서 고시고에로 전달된 장면을 "보는 이들이 모두 눈물을 닦고, 양쪽 소매를 적셨다"라고 묘사하고 있다.[23]
3. ↑  민속학자 오리쿠치 시노부는 이를 "귀공자가 유배의 몸이 되어 이어가는 슬픈 문학의 유형"이라고 정의했다.[45]
4. ↑  이케다는 구체적인 예로, 노(能)에서 소년 시절뿐만 아니라 성인이 된 후의 요시쓰네까지도 어린이 배역이 연기하고 있다는 사실을 들고 있다.[48]
5. ↑  영국의 선교사 존 배철러는 이 전설에 대해, 저서 《아이누의 전승과 민속》(アイヌの伝承と民俗)에서, 에조치에 관심을 가진 일본인이 아이누에게 강요한 것이었다는 견해를 보였다.[55]
6. ↑  이케다는 그 근거로 지카마쓰 몬자에몬의 《신주 요이 고신》에서의 용례를 들고 있다.[56]

## 참고문헌
- 池田弥三郎 (1979). 《日本芸能伝承論》. 中央公論社. ISBN 978-4-12-000069-0.
- 上横手雅敬 (1997). 《源平の盛衰》. 講談社. ISBN 978-4-06-159275-9. 다음 글자 무시됨: ‘series 講談社学術文庫1275’ (도움말)
- 上横手雅敬 (2004). 《源義経 源平内乱と英雄の実像》. 平凡社ライブラリー519. 平凡社. ISBN 978-4-582-76519-9.
- 奥富敬之 (2004). 《源義経の悲劇》. 角川選書370. 가도카와 쇼텐. ISBN 978-4-04-703370-2.
- 五味文彦 (2004). 《源義経》. 岩波新書新赤版914. 岩波書店. ISBN 978-4-00-430914-7.
- 鈴木健一 (2004). 《義経伝説 判官びいき集大成》. 小学館. ISBN 978-4-09-626133-0.
- 高橋富雄 (1979). 《義経伝説》. 中公新書115. 中央公論社. ISBN 978-4-12-100115-3.
- 安田元久 (2004). 《源義経》. 新人物往来社. ISBN 978-4-404-03222-5.
- 和歌森太郎 (1991). 《判官びいきと日本人》. オリエントブックス. 木耳社. ISBN 978-4-8393-7539-3.
- 渡辺保 (1986). 《源義経》. 人物叢書 新装版. 吉川弘文館. ISBN 978-4-642-05042-5.